# Jef Houthuys
Jozef (Jef) Houthuys (Opwijk, 15 juli 1922 - Pellenberg, 14 maart 1991) was een Belgisch syndicalist.

## Levensloop
Jef Houthuys' loopbaan begon bij de KAJ, waar hij in 1944 nationaal propagandist werd. Alhoewel hij kleermaker was van opleiding, startte hij in 1951 als vrijgestelde binnen het ACV, bij de Christelijke Centrale der Metaalbewerkers van België (CCMB). In 1957 werd hij nationaal secretaris van diezelfde vakcentrale.
In 1969 werd Jef Houthuys verkozen als nationaal voorzitter van het ACV, in opvolging van August Cool. In 1987 werd hij opgevolgd door Willy Peirens. In de jaren 80 kwam in de media het bericht dat een klein groepje mensen in het dorpje Poupehan, in het buitenverblijf van de kabinetsmedewerker en latere gouverneur van de Nationale Bank Fons Verplaetse, regelmatig vergaderde. Daar werd het te voeren economische herstelbeleid uitgestippeld door een viertal mensen: eerste minister Wilfried Martens, Fons Verplaetse, BAC-voorzitter Hubert Detremmerie en vakbondsleider Jef Houthuys. Deze bijeenkomsten duidde men later als een vorm van achterkamertjespolitiek.
Hij werd begraven te Sint-Martens-Lennik, zijn laatste woonplaats.
- Jef Houthuys in de ODIS
- Archief van Jef Houthuys in de ODIS
- Deelarchief van Jef Houthuys in de ODIS